# Iphöfer Julius-Echter-Berg

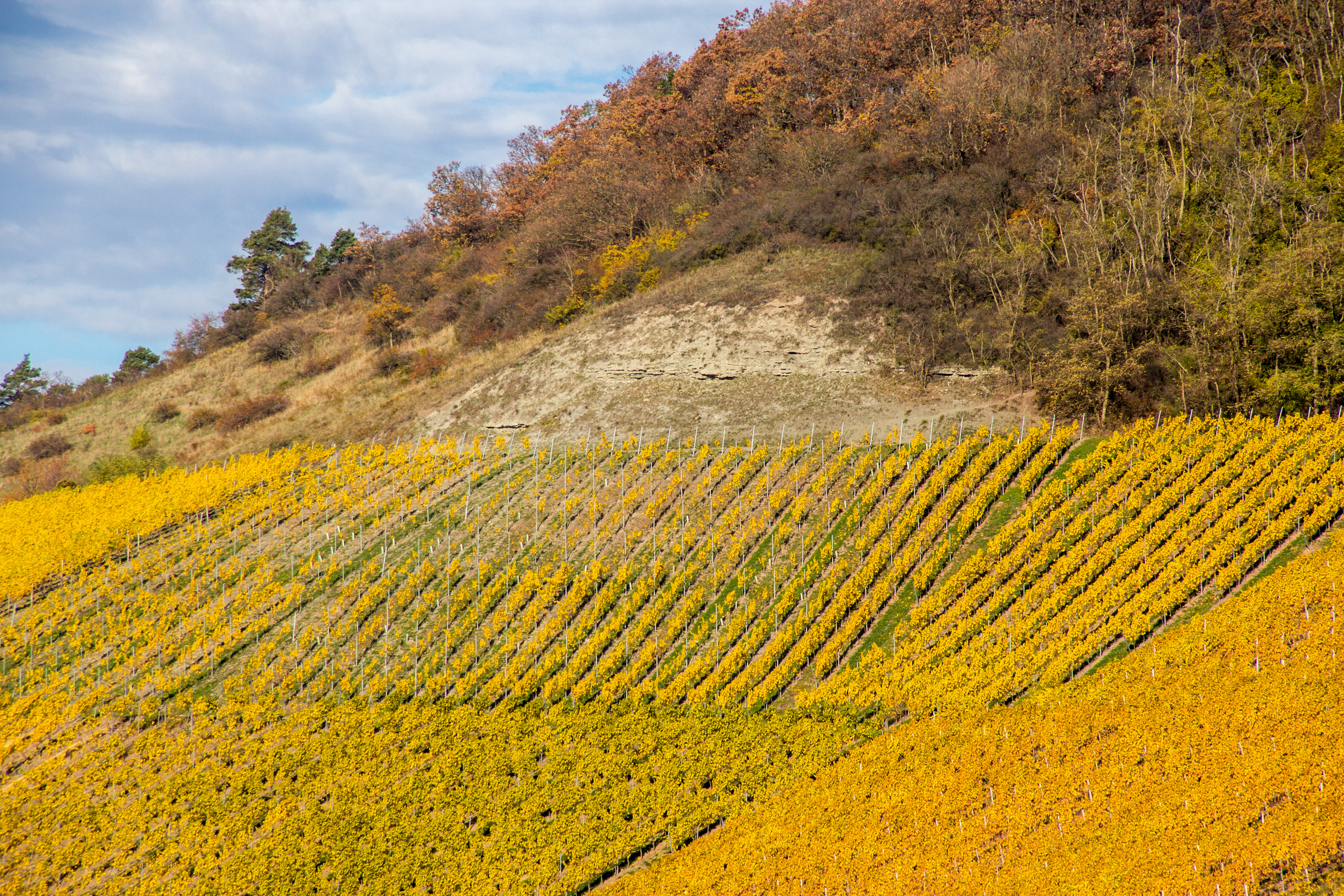
Die Weinlage am Hang des Schwanbergs

Iphöfer Julius-Echter-Berg ist eine der bekanntesten Weinlagen im Anbaugebiet Franken. Sie liegt in der Gemarkung von Iphofen im unterfränkischen Landkreis Kitzingen und zieht sich entlang der Südhänge des Schwanbergs.

## Geografische Lage und Geologie
Die Weinlage zieht sich in zwei breiten Streifen im Norden und Nordosten von Iphofen entlang der Hänge des Schwanbergs, einer Erhebung des Steigerwaldes. Der Lageumriss bildet ein seitlich liegendes V, das nach Westen hin geöffnet ist. Die Weinlage wird von Reben umgeben, die der größeren Weinlage Iphöfer Kronsberg zuzurechnen sind. Eine geografische Trennung der beiden Lagen ist nicht auszumachen. Weiter im Norden beginnt der Rödelseer Gemeindeteil Schwanberg, ein schmaler Streifen bewaldeten Gebietes, das als Halbtrockenrasen am Schwanberg unter Naturschutz gestellt wurde, bildet die Grenze. Nordwestlich schließen sich die Weinberge der Rödelseer Schwanleite an. Erschlossen wird der Julius-Echter-Berg lediglich durch mehrere Weinbergswege.
Der Julius-Echter-Berg nimmt eine Fläche von ca. 51 Hektar (2024) ein, wobei sich die Fläche seit dem Jahr 1993 um 11 Hektar vergrößert hat. Die Weinberge sind zumeist nach Süden hin ausgerichtet, was eine hohe Sonneneinstrahlung garantiert. Daneben spielt die Neigung der Hänge von 35 bis 40 % für die Qualität des Weines eine bedeutende Rolle. Die Lage ist Teil der Großlage Iphöfer Burgweg, ein kleiner Teil liegt außerdem in der Großlage Rödelseer Schloßberg im Bereich Schwanberger Land und gehörte vor 2017 zum Bereich Steigerwald. Der Wein wird hier auf Keuperböden mit hohem Skelettanteil sowie auf Schilf- bzw. Buntsandsteinen angebaut. Besonders häufig sind hier die Weinsorten Silvaner, Riesling und Traminer vertreten. Seit einigen Jahren gibt es oberhalb der Weinlage eine Aussichtsplattform sowie mehrere Informationstafeln über die internationale Weinvermarktung. Die Tafeln wurden als „magische Orte des Frankenweins“ errichtet und sind Teil des sogenannten terroir f.

## Geschichte

### Lage
Bereits seit dem Frühmittelalter betreiben die Menschen um Iphofen Weinbau. Die fränkischen Siedler brachten wohl im 7. Jahrhundert die Rebe mit an den Main. Bereits 1158 tauchen in einer Urkunde „vineas in Ypphofen“ auf, die dem Kloster Münchaurach gehörten. Im Mittelalter gehörte die Region zum größten zusammenhängenden Weinbaugebiet im Heiligen Römischen Reich. Die Menschen betrieben zumeist Nebenerwerbsweinbau zur Selbstversorgung, gleichzeitig bildeten sich bereits Exportzentren insbesondere entlang des Maines heraus. Im 15. Jahrhundert reichten die Weinberge bis vor die Stadt. Die höher gelegenen Berghänge des Schwanberges, die heute das Hauptanbaugebiet für Wein um Iphofen bilden, waren allerdings noch kaum bestockt. 
Erst im 18. Jahrhundert entstanden die heutigen Lagen. Im Jahr 1582 befanden sich noch 320 ha Weinberge um die Stadt. Iphofen war wichtiger Weinhandelsplatz im Steigerwaldvorland, sodass die Stadtoberen mehrere Personen mit der Überwachung der Weinqualität und -menge einsetzten. Traubenstehlen im Weinberg wurde bei Wiederholung mit Verweis aus der städtischen Gemeinschaft bestraft. Der Weinbau erlebte nach der Säkularisation zu Beginn des 19. Jahrhunderts einen umfassenden Niedergang. Vor allem klimatisch weniger begünstige Lagen gab man vollständig auf. Zusätzlich erschwerte das Aufkommen von Schädlingen wie der Reblaus den Anbau. Ab dem 30. August 1905 galt die Iphöfer Gemarkung als von der Reblaus verseucht. Konsolidieren konnte sich die Weinbauregion Franken erst wieder in der zweiten Hälfte des 20. Jahrhunderts.
In der ersten Hälfte des 20. Jahrhunderts wurden die Weinberge an der Schwanbergkrone unter dem Namen „Iphöfer Berg“ vermarktet. Mit der Flurbereinigung mussten die Weinlagen zu Einzellagen zusammengelegt werden. In Ausführung des Weingesetzes von 1971 wurden insgesamt sechs Lagen zur Einzellage „Julius-Echter-Berg“ zusammengefasst, wobei die Originalität des Namens den Ausschlag gab. Aufgegeben wurden die Namen „Heleiten“ (auch „Hainleite“), „Sandgrüben“, „Burgweg“ (Einzellage), „Johannisberg“ und „Frohntal“. Der Iphöfer Julius-Echter-Berg wurde vom Verband Deutscher Prädikatswinzer (VDP) als Große Lage prämiert. Ein Wein der Lage Julius-Echter-Berg wurde 1953 an das englische Königshaus geliefert, wo er für die Krönungsfeierlichkeiten Königin Elizabeth II. vorgesehen war.

### Namensherkunft
Der Name Julius-Echter-Berg hängt eng mit dem am Ausgang des 16. Jahrhunderts gegründeten Würzburger Juliusspital zusammen, das heute zu den größten Weinbaubetrieben Deutschlands gehört. Das Juliusspital erwarb zu Beginn des 20. Jahrhunderts eine Vielzahl von Weinbauflächen, die im Zuge der Ausbreitung der Reblaus von ihren Besitzern aufgegeben wurden. Die Weinreben am heutigen Julius-Echter-Berg gelangten in den 1930er Jahren an das Juliusspital. Nur indirekt verweist die Weinlage auf den Gründer des Spitals, den Würzburger Fürstbischof Julius Echter von Mespelbrunn. Der von der VDP angebrachte Hinweis auf den Winzer Hans Wirsching, der der Weinlage den Namen gegeben haben soll, ist dagegen nicht beweisbar. 

## Weingüter (Auswahl)
Mehrere renommierte Weingüter besitzen Weinhänge in der Iphöfer Gemarkung. Neben Betrieben aus dem Ort ist hier auch das Würzburger Juliusspital vertreten:
- Weingut Johann Arnold, Iphofen
- Winzergemeinschaft Franken, Repperndorf[8]
- Weingut Juliusspital, Würzburg
- Weingut Thomas Mend, Iphofen
- Weingut Ernst Popp, Iphofen[9]
- Weingut Johann Ruck, Iphofen
- Weingut Weltner, Rödelsee
- Weingut Hans Wirsching, Iphofen